# Eddie Johnson (Basketballspieler, 1959)
Edward Arnet Johnson (* 1. Mai 1959 in Chicago, Illinois) ist ein ehemaliger US-amerikanischer Basketballspieler, der die meiste Zeit seiner Karriere in der National Basketball Association (NBA) aktiv war.

## Karriere
Johnson startete seine NBA-Karriere bei den Kansas City Kings, die ihn im NBA-Draft 1981 an 29. Stelle auswählten. Für die ab 1985 in Sacramento beheimateten Kings spielte sechs Jahre, ab der zweiten Saison war er Stammspieler und für vier Jahre Topscorer des Teams. In den Saisons 1983/84 und 1984/85 erzielt er mit 21,9 und 22,9 Punkten pro Spiel die besten Werte seiner gesamten Laufbahn.
Vor der Saison 1987/88 wechselte er zu den Phoenix Suns. Dort verlor er nach einer Saison den Status als Starter, gewann dafür in der Saison 1988/89 den Sixth Man of the Year Award. In der Saison 1990/91 wechselte er zu den Seattle SuperSonics, für die Saison 1993/94 dann zu den Charlotte Hornets. Die nächste Saison trat Johnson für das griechische Team Olympiakos Piräus an, gewann die Landesmeisterschaft und erreichte das Finale der EuroLeague. Dabei zeigte Johnson vor allem im Halbfinale gegen Panathinaikos Athen eine herausragende Leistung, da er vier Dreipunktwürfe innerhalb der letzten Minuten erzielen konnte und wesentlich zum 57:52-Erfolg beitrug. Im Europapokal und der griechischen Liga erzielte Johnson durchschnittlich 21,2 Punkte pro Spiel.
Nach einem Jahr kehrte er in die NBA zurück und spielte für die Indiana Pacers. In der Saison 1996/97 wechselte er zu den Houston Rockets, bei denen er seine Karriere 1999 beendete.
Mit insgesamt 19.202 Punkten gehört Johnson zu den 50 erfolgreichsten Scorern der NBA-Geschichte. Trotzdem wurde er nie zum All-Star gewählt und auch in kein All-NBA Team berufen.